# Justin Pépratx
Justin Pépratx, né le 6 mai 1822 à Céret (Pyrénées-Orientales) et mort le 11 décembre 1901 à Perpignan, est un poète et traducteur français, pionnier de la Renaissance catalane en Roussillon. Il utilisa pour certaines de ses œuvres le pseudonyme Pau Farriol de Céret.

## Biographie
Propriétaire et négociant, il est l'un des membres les plus actifs de la Renaissance catalane en Catalogne du Nord. Il édite en 1880 un recueil de proverbes, maximes, refrains et adages catalans, Ramellets de proverbis, maximas, refrans y adagis catalans, puis en 1884 un recueil de poèmes en catalan, Espigas y flors, sous le pseudonyme Pau Farriol de Ceret. Il sera le principal traducteur en français des œuvres du poète Jacint Verdaguer, avec lequel il entretenait une correspondance abondante.
En 17 décembre 1883 il reçoit le titre de mainteneur des Jeux Floraux à Barcelone, et devient membre du Consistori des Jeux en 1884; l'année suivante, en 1885, il est investi chevalier du royal Ordre de Charles III, la plus haute distinction honorifique civile en Espagne. À Perpignan, il fera partie de nombreuses sociétés dont la Société agricole, scientifique et littéraire des Pyrénées-Orientales.
Son fils, du même nom, a été l'un des fondateurs et directeurs de l'Estudiantina catalana de Perpignan.

## Œuvres
- Société pour le développement et la défense du commerce et de l'industrie des Pyrénées-Orientales - Rapport sur le but et les avantages de la Société, Perpignan, Mlle Antoinette Tastu, 1870.
- (ca + fr) Ramellets de proverbis, maximas, refrans y adagis catalans = Bouquets de proverbes, maximes, refrains et adages catalans, Perpignan, Charles Latrobe, 1880 (lire en ligne).
- La renaissance des lettres catalanes : discours, partie en français, partie en catalan, prononcé à la fête littéraire de Banyuls-sur-Mer le 17 juin 1883, Perpinyà, C. Latrobe, 1883, 20 p..
- (ca) Espigas y flors, Perpinyà, Imprempta de Carlós Latrobe, 1884 (lire en ligne).
- (ca) L'Estudiantina catalana, Perpinyà, Imprempta de Carlos Latrobe, 1885, 4 p. (lire en ligne).
- Canigó : Etude bibliographique du nouveau poème catalan de Jacinto Verdaguer, Montpellier, Imprimerie Centrale du Midi, 1887, 21 p. (lire en ligne).
- (ca) Pa de casa : llibret de versos d'en Pau Farriol de Ceret, Perpinyà, Albert Julia, 1888, 72 p. (lire en ligne).

## Traductions
De Jacint Verdaguer en français :
- L'Atlàntida : L'Atlantide (1884)[5].
- Le Roussillon: fragment du poème inédit Lo Canigó (1886).
- Lo somni de Sant Joan. Llegenda del Sagrat Cor de Jesús : Le songe de Saint Jean. Légende du Sacré Cœur de Jésus (1888).
- Jesús infant : La fugida d'Egipte : Jésus enfant : poème catalan (1896).
- Flors del Calvari. Llibre de consols : Fleurs de Calvaire. Livre de consolations (1897).